# Leptolaimus elegans
Leptolaimus elegans är en rundmaskart som först beskrevs av Stekhoven och De Coninck 1933.  Leptolaimus elegans ingår i släktet Leptolaimus och familjen Leptolaimidae. Arten är reproducerande i Sverige. Inga underarter finns listade i Catalogue of Life.